# رابر
رابُر، یکی از شهرهای کوهستانی و سردسیر استان کرمان و مرکز شهرستان رابر است. این شهر در دامنه جنوبی کوه شاه قرار دارد و سرچشمه هلیل‌رود جیرفت از این شهر می‌باشد. رابر یکی از شهرهای مرتفع ایران به‌شمار می‌رود. بر اساس سرشماری سال ۱۳۹۵ مرکز آمار ایران، جمعیت شهر رابر برابر ۱۳٬۲۶۳ نفر است. شهر رابر در سال ۱۳۴۱ دارای شش محله قلعه، توده و علیا، دیوران، کشکوئیه، موردوئیه و باغ خواجه حسن بوده‌است.

## نام گذاری
«رابُر» به راه بریدن، طی کردن و پیمودن راه گویند. ساکنان اولیهٔ رابُر، برای رسیدن به این محل، مجبور شده‌اند که تعداد زیادی از درختان جنگلی را ببُرند و راهی برای رسیدن به این منطقه ایجاد کنند. بدین سبب، راهیان این منطقه راه طولانی طی کرده‌اند و راه را با بریدن درختان جنگلی ایجاد کرده و در اصطلاح راه‌بُر گفته‌اند.

## آب هوا
آب و هوای شهر رابر به دلیل قرار گرفتن در دامنه کوه‌های مرتفع و نیز ارتفاع بالا از سطح دریا معتدل و کوهستانی است. رابر تابستان‌های کوتاه و خنک و زمستان‌های سردی دارد. رابر یکی از بلندترین شهرهای کشور است که در دامنه کوه‌های مرتفع از جمله کوه شاه قرار دارد. رودخانه هلیل رود از ارتفاعات رابُر، سرچشمه می‌گیرد.

## رابر از نگاه تاریخ
وصیف رابر از نسخهٔ خطی مجموعهٔ ناصری (جغرافیای ایالت کرمان در عهد ناصری) «قریهٔ رابر:
قریه‌ایست دلگشا و قطعه‌ایست مسرت بنا. به خوبی آب و هوا موصوف و به حیثیت نزهت و صفا بین آن قراء معروف. مشتمل است بر باغات بسیار و بساتین بی‌شمار. اکثر مردم آنجا به صباحت منظر، شهره و از متاع حسن و ملاحت با بهره‌اند؛ و از فواکه آنجا آنچه ممتاز و قرین به امتیاز است، سیب است که گویا لطافت و آب رنگ از رخسار گلرخانش نصیب، و شعر جناب شیخ [سعدی] رحمه‌الله این مطلب را شاهدی است، قریب. بیت:
سیب گویا وداع یاران کرد
کش بود نیم سرخ و نیمی زرد
آبش رود و هوایش فرح نمود، در دامن کوهی رفیع و قله جبالی منیع واقع و اطرافش نسبت به سایر کوهستان واسع است. منبع آبش همان کوه است که ذکر آن در شرح کارزار و قلعه عسکر بیان شد؛ زیرا که این کوه بلند «الوند مانند» مابین کارزار و رابر است، چنانچه کارزار و قلعه‌عسکر به سمت شمال آن کوه است، نیز رابر سمت جنوبش واقع شده. الحق این کوه «البرز شکوه» از بسیاری برف در سالی دو ماه از برف تهی است، بلکه اغلب مغاره و درّهای [درّه‌های] او را هرگز خالی از برف ندیده و نشنیده‌اند. گیاهای [گیاهان] آن کوه بسیار و خواص و فواید گیاه آن بی شمار است. کوه مذکور موسوم و مشهور به «کوه شاه قطب الدین حیدر» است و در سنوات که به سبب نزول رحمت بسیار، سیل‌های بی شمار از یمین و یسار آن قریهٔ خلدآثار در گذار و به سمت جیرفت و رودبار می‌رود و اهل آن قریه هم اگر محتاج به آب باشند، به قدر شرب مزارع و باغات خود می‌گیرند و اگر سالی هم کم رحمت اتفاق افتد نیز به قدر کفایت زراعت و بساتین آنجا می‌آید که زیانی به آنجا نمی‌رسد. اغلب مزارع آنجا قنات هم دارد؛ غرض از خشکسال، نقصان به آن‌ها نمی‌رسد. برخلاف سایر قراء رودآب از آنجاست که مردم آنجا نسبت به سایر بلوکات صاحب‌مایه و استطاعت و ارباب دولت و بضاعتند و به قدر چهار صد خانوار در آنجا تمکن دارند و روزگار به خرمی می‌گذرانند و رعایای آنجا، مثل سایر بلوک اقطاع، به کرایه‌کشی مشغولند، و رؤسای آنجا، فی‌زماننا، خوانین ده دیوان و از منتسبان نواب شاهزاده آزاده، فتح‌الله میرزایند (۱). و خالصهٔ آنجا که موسوم به ده دیوان است، در بدو طلوع آفتاب سلطنت حضرت خاقان کشورستان و پادشاه جم جاه، دارا دربان فتحعلی شاه ـ نورالله تربته ـ به تیول و سیورغال آن‌ها برقرار و اناث و ذکور آن سلسله، ریزه خوره خوان احسان این دولت جاوید عدّت، گیتی مدارند؛ و بیوت و باغات آنجا در هم و به‌غایت خرم است و قلعه خارج از باغات و ده دارد که حصاری کشیده و چهار برجی و سردری و عمارتی که یک صد درب خانوار در آن بسر توان برد، دارد؛ و در حوالی قلعه هم به قدر یک صد خانوار عمارت دارد که دو درب مسجد و دو درب حسینیه و یک درب حمام در آنجا ساخته‌اند و تفصیل مزارعات به قرار این است. مراد فتح‌الله میرزا شعاع السلطنه است. در سال ۱۲۰۷ق؛ که فتحعلی شاه از جانب آقا محمد خان قاجار مأمور تصرف و نظم کرمان گردید، در رابر با دختر عسکر کفش‌دوز ـ فاطمه خانم رابری، سنبل باجی ـ ازدواج کرد، و فتح‌الله میرزا شعاع السلطنه و فخرالدوله و والیه از این خانم می‌باشند. در ضمن علی اکبرخان رابری، برادر این زن، ملقب به خالو شد و اولاد و اقوام او در این ناحیه معروف به خالویی هستند و یکی از دهات آنان حدود ده دیوان نیز به آنان تیول داده شد.
شغل اهالی کشاورزی سنتی و دکان‌داری است.
به گزارش خبرگزاری کشاورزی جمهوری اسلامی ایران قدیمی‌ترین گردوی جهان در شهرستان رابر و در بخش هنزا قرار دارد قدمت آن را یک هیئت المانی بیش از ۲۰۰۰{۲هزار}سال تخمین زده‌است.

## مناطق دیدنی
- تل کوشک: با پیشینه بیش از ۲۵۰۰ سال که در جنوب شهر رابر وجود دارد و هنوز کاوش نشده‌است.
- چشمه عروس: که در فصول بهار و تابستان میزبان هزاران گردشکر از سراسر کشوراست.
- روستای زیبا و سرسبز سرمشک
- روستای دیدنی سیه بنوئیه در ۵ کیلومتری این شهر به عنوان یکی از روستاهای پلکانی کشور (خانه‌های پلکانی) می‌باشد و دارای آب هوای کوهستانی است. از دیگر آثار دیدنی می‌توان دره شرب بنگ (شرونگ) در دهستان اشکان در سیه بنویه و درختان گردوی دهستان اشکان و غار مموشا و آبشارهای دیمموئیه و درخت توت ۴۰۰ ساله وقلهٔ سنگ عشق اشکان نام برد.
- روستای زیبای ننوک

- روستای گنجان
- رودخانه باغ خواجه حسن
- گردودره کار (ننوک)
- عشق آباد ننوک
- بندر هنزا و تخت سر تشتک
- تنگل هونی
- تنگ کررو
- آبشارهای آبسر، عشق آباد و گرموئیه

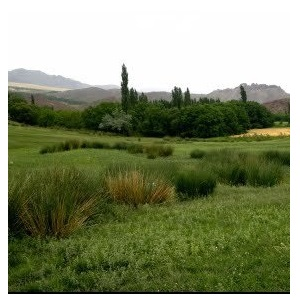
طبیعت زیبای روستای ننوک

- مقبره امامزاده سید مرتضی و شاه مرتضی
- رودخانه‌های رابر و رودبر. رودخانه هلیل رود که بزرگ‌ترین رود فصلی استان کرمان است و از کوه‌های رابر سرچشمه می‌گیرد و تا جاز موریان واقع در کهنوج ادامه دارد. در کنار این رودخانه تمدن باستانی هلیل رود شکل گرفته که قدمت اشیاء مکشوفه آن به هزاره سوم قبل از میلاد مسیح می‌رسد. عمدتاً این تمدن باستانی به نام تمدن جیرفت شناخته می‌شود. جنس بیشتر آثار سنگی مکشوفه در این پهنه فرهنگی از جنس سنگ صابونی می‌باشد.
- روستای اسکر (گلی اسکر)، دارنجان، تزرج، جواران، قدرودخانه (شیب تلی) و بنه سوخته. روستای زیبای کلدان. سیرینوئیه
- روستای فیروز. روستای هلیل رود.
- روستای قنات ملک. زادگاه سپهبد شهید حاج قاسم سلیمانی
- آبشار بید گمنوییه درچهران ارتفاع این آبشار ۷۵ متر است.[۷]

## هتل‌ها و مراکز اقامتی
- هتل سنتی پلاس رابر[۸]

## امکانات فرهنگی

### کتابخانه‌ها
- کتابخانه عمومی علامه مجلسی (ره) رابر

### مذهبی
- مصلی حضرت زهرا (س)
- مسجد جامع رابر
- مسجد امام رضا رابر
- مسجد حضرت ابوالفضل
- حسینیه جامع رابر
- مسجد امام حسین شهرک شهید تهرانی
- مسجد صاحب الزمان
- حسینه ثارالله موردوئیه

## مراکز دانشگاهی
- دانشگاه پیام نور مرکز رابر[۹]
- دانشگاه آزاد اسلامی پردیس رابر

## فضای سبز شهری

### پارک‌ها و بوستان‌ها
فضای سبز شهر رابر ترکیبی از درختان چنار، گردو و باغ‌ها است.
- پارک ملت[۱۰]
- پارک شهرداری
- پارک جنگلی

## حمل و نقل شهری
حمل و نقل شهری رابر از طریق تاکسی صورت می‌گیرد.

### برخی خیابان‌ها و میادین مهم شهر
- خیابان سعدی
- خیابان خواجو
- میدان معلم
- چهارراه فرمانداری (کمیته امداد، بخشداری قدیم)
- بلوار آیت الله خامنه ای

## فاصله تا سایر شهرها
- فاصله تا تهران: ۱۲۹۳ کیلومتر
- فاصله تا کرمان: ۱۸۰ کیلومتر
- فاصله تا بافت: ۳۶ کیلومتر
- فاصله تا بزنجان: ۲۶ کیلومتر
- فاصله تا سیرجان: ۱۴۳ کیلومتر
- فاصله تا (جیرفت): ۱۳۷ کیلومتر
- فاصله تا بندرعباس: ۳۷۷ کیلومتر
- فاصله تا شیراز: ۵۴۳ کیلومتر

## مشاهیر و شخصیت‌ها
- قاسم سلیمانی، نظامی ارشد و فرمانده سابق نیروی قدس سپاه پاسداران انقلاب اسلامی
- علی سلاجقه،استاد دانشگاه تهران، معاون رییس جمهور و رئیس سازمان محیط زیست کشور در دولت سیزدهم
- پیروز ارجمند تاج‌الدینی، موسیقی‌شناس قومی، آهنگ‌ساز
- بلقیس سلیمانی، منتقد ادبی، داستان‌نویس